# Sporting Club Juventus 1980-1981
Questa voce raccoglie le informazioni riguardanti la Juvecaserta nelle competizioni ufficiali della stagione 1980-1981.

## Roster
- Biondi[1]
- Gerardo Citro[1]
- Antonio Di Lella[1]
- Fabrizio Dose[1]
- Gianfranco Fusco[1]
- Giancarlo Lazzari[1]
- John Mengelt[1]
- Ricci[1]
- Mario Simeoli[1]
- Bernard Toone[1]
- Allenatore:  John McMillen[1]